# Almaty Open 2024
Almaty Open 2024 a fost un turneu profesionist de tenis masculin care s-a desfășurat pe terenuri dure acoperite. A fost a cincea ediție a turneului (mutat în acest an de la Astana la Almaty) și a făcut parte din seria ATP 250 din Circuitul ATP 2024.

## Campioni

### Simplu
Pentru mai multe informații consultați Almaty Open 2024 – Simplu

### Dublu
Pentru mai multe informații consultați Almaty Open 2024 – Dublu

## Puncte și premii în bani

### Distribuția punctelor
| Probă  | Câștigător | Finalist | Semifinalist | Sfertfinalist | Runda 2 | Runda 1 | Q   | Q2  | Q1  |
| Simplu | 250        | 165      | 100          | 50            | 25      | 0       | 13  | 7   | 0   |
| Dublu  | 250        | 150      | 90           | 45            | 0       | N/A     | N/A | N/A | N/A |

### Premii în bani
| Probă  | Câștigător | Finalist | Semifinalist | Sfertfinalist | Runda 2  | Runda 1  | Q2      | Q1      |
| Simplu | 157.695 $  | 91.985 $ | 54.075 $     | 31.335 $      | 18.195 $ | 11.120 $ | 5.560 $ | 3.030 $ |
| Dublu* | 54.780 $   | 29.310 $ | 17.180 $     | 9.600 $       | 5.660 $  | N/A      | N/A     | N/A     |

*per echipă